# 新納院
新納院（にいろいん）は、宮崎県（旧日向国）中央東部、現在の児湯郡東部の都農町、木城町、川南町、高鍋町、新富町に、日向市東郷区と美郷町、南郷区・西郷区を加えた総称の旧名。

## 概略
かつて日向国は 5郡8院と呼ばれ、「宮崎郡」、「臼杵郡」、「児湯郡」、「諸県郡」、「那珂郡」の5郡と、「真幸院」、「三俣院」、「穆佐院」、「新納院」、「飫肥院」、「土持院」、「櫛間院」、「救仁院」の8院で構成されていたが、これは後のことであり、『日向国図田帳』によると「正院」が発足した際は、「真幸院」、「三俣院」、「穆佐院」、「新納院」、「都於院」、「櫛間院」、「救仁院」の7院で、正院の発足時より「都於院」と共に児湯郡内をその領域とした。
新納院の倉院が置かれた地は、小丸川流域で交通の要衝という点から鑑み、今の木城町高城辺りと考えられる。またその領域は、現在の児湯郡東部にある都農町、木城町、川南町、高鍋町、新富町と考えられ、新納院はその総称となった。また16世紀にはこれに、臼杵郡内の東郷村・西郷村・南郷村が加わっている。
平安時代後期には新納院地頭として公卿の中原親能が任じられた。ただし、親能自身は京より下向した形跡はなく、実質的に郡司として日下部氏により代々統治され、日下部氏が土持氏より土持宣綱を養子に迎えて以後は土持氏の支配に帰した。南北朝時代には島津氏4代・忠宗の4男である時久が地頭に任じられ高城に入り新納氏を称したが、正平5年/観応元年（1350年）に畠山義顕（直顕）が高城を攻め落とし時久を救仁院へ追い遣ると、正平12年/延文2年（1357年）に一色範親が「兵粮料所」として土持氏へ新納院地頭職を与えている。以降、土持氏による統治が続いたが、日向伊東氏5代の伊東祐堯に攻められ土持氏は没落、新納院は伊東氏の支配に帰した。
天正5年（1577年）伊東氏が一時的に日向国から豊後国に退去した際には島津氏の統治となったが、島津氏が豊臣秀吉に降伏した後の九州国分により、新納院の領域は秋月氏の高鍋藩や島津庶流の佐土原藩に分割して統治された。